# Viols-en-Laval
Viols-en-Laval település Franciaországban, Hérault megyében. Lakosainak száma 216 fő (2022. január 1.). Viols-en-Laval Argelliers, Cazevieille, Mas-de-Londres, Les Matelles, Murles, Saint-Martin-de-Londres és Viols-le-Fort községekkel határos.

## Népesség
A település népessége az elmúlt években az alábbi módon változott:
| Lakosok száma | 23   | 32   | 82   | 205  | 205  | 198  | 199  | 206  | 212  | 216  |
|               | 1968 | 1982 | 1990 | 2006 | 2013 | 2015 | 2017 | 2019 | 2020 | 2022 |